# Bisdom Guasdualito
Het bisdom Guasdualito (Latijn: Dioecesis Guasdualitanus) is een rooms-katholiek bisdom met als zetel Guasdualito, in Venezuela. Het bisdom is suffragaan aan het aartsbisdom Mérida. 

## Geschiedenis
Het bisdom werd opgericht op 3 december 2015, uit delen van de bisdommen Barinas en San Fernando de Apure. 

## Parochies
Het bisdom had in 2021 een oppervlakte van 2.750 km2 en telde 314.460 inwoners waarvan 89,5% rooms-katholiek was.

## Bisschoppen
- Pablo Modesto González Pérez (3 december 2015 - heden)

## Galerij van afbeeldingen

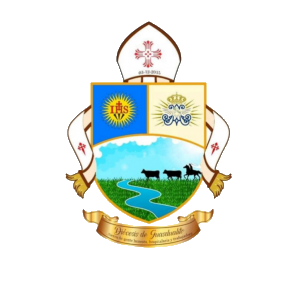
Wapen van het bisdom Guasdualito
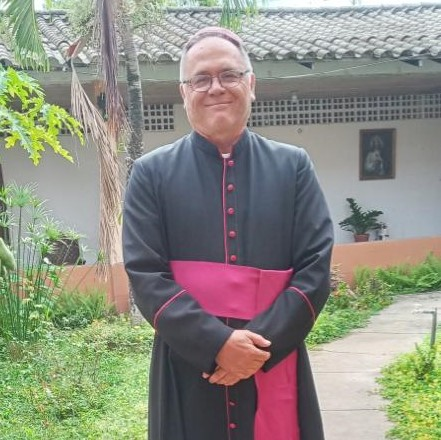
Bisschop Pablo Modesto González Pérez

Mérida (aartsbisdom) · Barinas · Guasdualito · San Cristóbal de Venezuela · Trujillo